# Philippe I của Pháp
Philippe I (23 tháng 5 năm 1052 – 29 tháng 8 năm 1108) là vua nước Pháp, trị vì từ năm 1060 tới 1108.
Philippe I là một thành viên của nhà Capet. Philippe đăng quang vua Pháp ngày 23 tháng 5, 1059 tại nhà thờ ở Reims, trở thành đồng trị vì với vua cha Henri I. Henri I băng hà vào một năm sau đó, trong Philippe I chỉ mới 7 tuổi nên người mẹ của Philippe là Anna của Kiev cùng với Baldwin V, Bá tước Fanders làm nhiếp chính cho tới năm 1066, khi Philippe I đã 14 tuổi
Năm 1108, Philippe I chết tại Melun, và được chôn cất ở tu viện tại Saint-Benoit-sur-Loire thay vì Saint Denis Basilica.

## Đầu đời
Philippe được sinh ra c. 1052 tại Champagne-et-Fontaine, con trai của Henry I và vợ Anne xứ Kiev. Không bình thường vào thời điểm đó ở Tây Âu, tên của ông có nguồn gốc từ Hy Lạp, do mẹ ông đặt cho ông. Mặc dù ông lên ngôi vua khi mới 7 tuổi, cho đến năm 14 tuổi (1066), mẹ ông giữ vai trò nhiếp chính, là nữ hoàng đầu tiên của Pháp từng làm như vậy. Baldwin V của Flanders cũng đóng vai trò đồng nhiếp chính.

## Cai trị
Sau cái chết của Baldwin VI xứ Flanders, Robert người Frisia chiếm giữ Flanders. Vợ của Baldwin, Richilda, đã yêu cầu sự trợ giúp từ Philippe, người đã bị Robert đánh bại trong trận Cassel năm 1071.
Philippe kết hôn lần đầu với Bertha của Hà Lan vào năm 1072. Mặc dù cuộc hôn nhân đã tạo ra người thừa kế cần thiết, Philippe lại yêu Bertrade de Montfort, vợ của Fulk IV, Bá tước Anjou. Ông từ chối Bertha (cho rằng bà quá béo) và kết hôn với Bertrade vào ngày 15 tháng 5 năm 1092. Năm 1094 sau thượng hội đồng Autun, lần đầu tiên ông bị đại diện của Giáo hoàng, Hugh of Die, rút phép thông công; sau một thời gian dài im lặng, Giáo hoàng Urban II lặp lại vạ tuyệt thông tại Hội đồng Clermont vào tháng 11 năm 1095. Nhiều lần lệnh cấm được dỡ bỏ khi Philippe hứa sẽ chia tay Bertrade, nhưng ông luôn quay lại với cô; năm 1104 Philippe đã sám hối công khai và hẳn đã giữ kín sự liên quan của mình với Bertrade. Tại Pháp, nhà vua bị Giám mục Ivo của Chartres, một luật gia nổi tiếng, phản đối.
Philippe đã bổ nhiệm Alberic làm Cảnh sát trưởng đầu tiên của Pháp vào năm 1060. Phần lớn thời gian trị vì của ông, giống như triều đại của cha ông, đã được dành để dập tắt các cuộc nổi dậy của các chư hầu thèm khát quyền lực của ông. Năm 1077, ông làm hòa với William the Conqueror, người đã từ bỏ ý định chinh phục Brittany. Năm 1082, Philippe I mở rộng lãnh thổ của mình bằng việc sáp nhập Vexin, để trả đũa cuộc tấn công của Robert Curthose nhằm vào người thừa kế của William, William Rufus. Sau đó vào năm 1100, ông nắm quyền kiểm soát Bourges. Philippe đã mở rộng demesne hoàng gia bằng cách kết hợp các tu viện của Saint-Denis và Corbie.
Chính tại Hội đồng Clermont đã nói ở trên, cuộc Thập tự chinh đầu tiên đã được phát động. Lúc đầu, Philippe không ủng hộ cá nhân vì mâu thuẫn của ông với Urban II. Tuy nhiên, anh trai của Philippe, Hugh của Vermandois, là một người tham gia chính.

## Qua đời
Philip qua đời trong lâu đài Melun và được chôn cất theo yêu cầu của ông tại tu viện Saint-Benoît-sur-Loire - chứ không phải ở St Denis trong số các tổ tiên của ông. Ông được kế vị bởi con trai ông, Louis VI, tuy nhiên, người kế vị không phải là không có tranh cãi. Theo Trụ trì Suger:
… Vua Philip mỗi ngày một yếu đi. Vì sau khi bắt cóc Nữ bá tước Anjou, anh ta không thể đạt được điều gì xứng đáng với phẩm giá hoàng gia; bị tiêu hao bởi ham muốn với người phụ nữ mà anh ta chiếm được, anh ta hoàn toàn buông xuôi để thỏa mãn niềm đam mê của mình. Vì vậy, anh ta mất hứng thú với các công việc của nhà nước và, quá thư giãn, không quan tâm đến cơ thể của mình, mặc dù nó rất đẹp và được trang bị tốt. Điều duy nhất duy trì sức mạnh của nhà nước là sự sợ hãi và tình yêu dành cho con trai và người kế vị của ông. Khi gần sáu mươi tuổi, ông thôi làm vua, trút hơi thở cuối cùng tại lâu đài Melun-sur-Seine, trước sự chứng kiến của [vị vua tương lai] Louis... Họ khiêng thi thể trong một đám rước lớn đến nhà quý tộc tu viện St-Benoît-sur-Loire, nơi vua Philip muốn được chôn cất; có những người nói rằng họ đã nghe từ chính miệng ông ấy rằng ông ấy đã cố tình chọn không được chôn cất cùng với tổ tiên hoàng gia của mình trong nhà thờ St. Denis vì ông ấy đã không đối xử tốt với nhà thờ đó như họ, và bởi vì trong số rất nhiều các vị vua cao quý, lăng mộ của chính ông ta sẽ không được tính nhiều.